# Aimone van Savoye

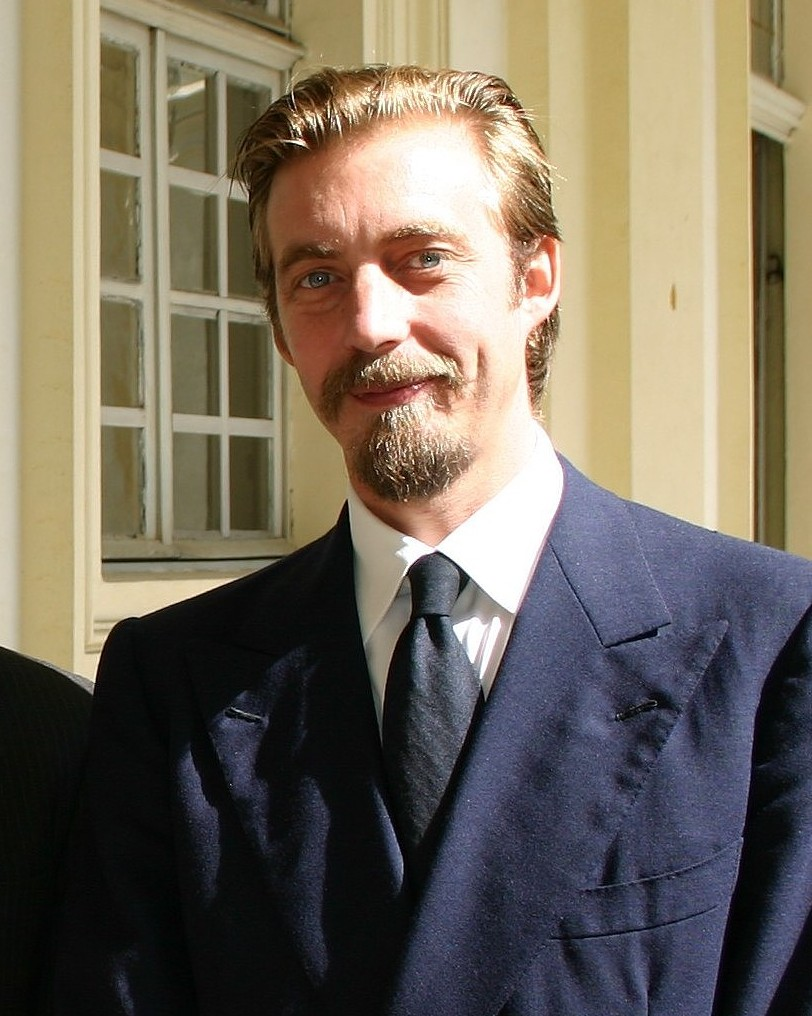
Aimone van Savoye

Wapen van Aimone

Aimone Umberto Emanuele Filiberto Luigi Amedeo Elena Maria Fiorenzo van Savoye (Florence, 13 oktober 1967) is een prins uit het Huis Savoye en sinds juli 2006 de zesde hertog van Aosta.
Aimone is het tweede van de vier kinderen van Amadeus van Savoye, de vijfde hertog van Aosta, en prinses Claude van Orléans. In 2008 trouwde hij met Olga van Griekenland, een dochter van prins Michaël van Griekenland en Denemarken en Marina Karella. Het paar kreeg drie kinderen:
- Umberto (Parijs, 7 maart 2009) – Vernoemd naar koning Umberto, de laatste regerende koning van Italië
- Amedeo (Parijs, 24 mei 2011) – Vernoemd naar zijn grootvader aan vaderskant prins Amadeus. Het is tevens een naam die vaker voorkomt in deze tak van het huis Savoy.
- Isabella (Parijs, 14 december 2012) – Vernoemd naar haar overgrootmoeder aan vaders kant, Isabelle d'Orléans-Braganza